# Sirwunum

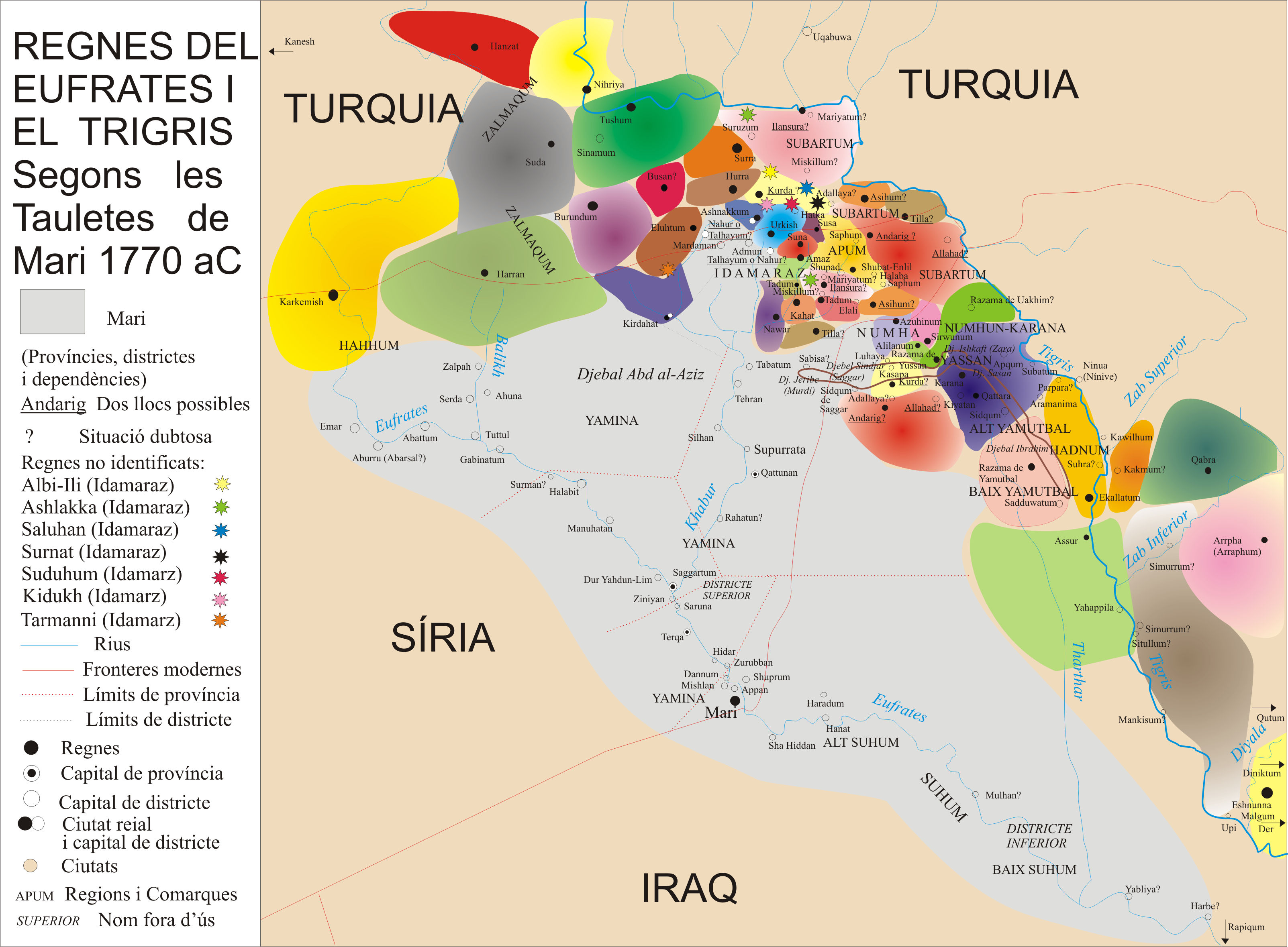
Mapa

Sirwunum Shirwunum o Širwunum fou una ciutat estat i regne proper a Karana, esmentat a les tauletes de Mari vers 1775 aC. El seu rei era Arrapha-Adal, que en aquell temps estava aliat a un poble anomenat lullu, que es creu que no eren el mateixos lullubi del temps de Naramsin; el nom lullu s'aplicava entre el segle xix i el XII aC de manera genèrica als muntanyesos. Les forces de Sirwinum amb 2.000 lullus van assetjar Adallaya o Adalle, una ciutat en litigi entre Kurda i Andarig que estava en mans d'Hammu-Rabi de Kurda; Arrapha-Adal actuava en nom del rei Atamrum d'Andarig, del que era vassall.